# Calliopum acrostichalis
Calliopum acrostichalis är en tvåvingeart som beskrevs av Mitsuhiro Sasakawa och Kozanek 1995. Calliopum acrostichalis ingår i släktet Calliopum och familjen lövflugor.
Artens utbredningsområde är Nordkorea. Inga underarter finns listade i Catalogue of Life.